# 玛丽安·多尔蒂
玛丽安·多尔蒂（英語：Marian Dougherty，1984年11月25日—），旧姓达尔米（Dalmy），美国女子足球运动员，场上位置是后卫。她曾代表美国国家队参加2007年国际足联女子世界杯，获得季军。